# Yasuharu Nakajima
Yasuharu Nakajima (中島 康晴, Nakajima Yasuharu; Fukui, 27 december 1984) is een Japans voormalig wielrenner die tussen 2017 en 2022 reed voor Kinan Racing Team. Eerder reed hij onder meer voor Team Nippo en Aisan Racing Team. Tussen 2022 en 2024 was hij actief als ploegleider bij de eerdergenoemde wielerploeg Kinan Racing Team.

## Overwinningen
2009
Kumamoto International Road Race
2011
4e etappe Ronde van Singkarak
2e etappe Ronde van Hainan
2012
6e etappe Ronde van Singkarak
2014
Eindklassement en puntenklassement Ronde van Thailand
1e etappe Ronde van Oost-Java
2015
Eindklassement Ronde van Thailand
2018
1e etappe Sri Lanka T-Cup
Eindklassement Sri Lanka T-Cup
2019
Puntenklassement Ronde van Taiwan

## Ploegen
- 2007 –  Nippo Corporation-Meitan Hompo co. LTD-Asada
- 2008 –  Meitan Hompo-GDR
- 2009 –  EQA-Meitan Hompo-Graphite Design
- 2010 –  Team Nippo
- 2011 –  Aisan Racing Team
- 2012 –  Aisan Racing Team
- 2013 –  Aisan Racing Team
- 2014 –  Aisan Racing Team
- 2015 –  Aisan Racing Team
- 2016 –  Aisan Racing Team
- 2017 –  Kinan Cycling Team
- 2018 –  Kinan Cycling Team
- 2019 –  Kinan Cycling Team
- 2020 –  Kinan Cycling Team
- 2021 –  Kinan Cycling Team
- 2022 –  Kinan Cycling Team

Ayabe · Fukuda · Hayakawa · Hiratsuka · Ito · Komori · Nakajima · Nakane · Mase (stagiair) · Sugyo (stagiair)
Aoyama · Ayabe · Chihara · Fukuda · Haneda · Harada · Hayakawa · Hiratsuka · Ito · Komori · Kuroeda · Nakajima · Nakane
Amagoi · Arashiro · Crawford · García · Guardiola · Lebas · Nakajima · Nakanishi · Tsubaki · Tsukamoto · G. Yamamoto · M. Yamamoto